# Škoda 35T
Škoda 35T (торгова назва ForCity Classic Chemnitz) — тип трамвая, серії Škoda ForCity, що виготовлявся на заводі Škoda Transportation для німецького міста Хемніц та його трамвайної системи.

## Дизайн
Škoda 35T — двонаправлений п'ятисекційний низькопідлоговий трамвай. 
Корпус з нержавіючої сталі базується на трьох візках з колесами без осей. 
Окремі колеса окремо приводяться в рух тяговими двигунами без редукторів 
. 
Входи в трамвай знаходяться на висоті 290 мм над головкою рейки, внутрішня підлога на висоті 350 мм над рейкою. 
Трамвай обладнаний кондиціонером 
. 
Стиль розроблено студією «Aufeer Design» 
.

## Поставки
| Країна              | Місто               | Роки поставок       | Кіл-сть | Номери рухомого складу |       |  |
| ------------------- | ------------------- | ------------------- | ------- | ---------------------- | ----- |  |
| Німеччина           | Хемніц              | 2018–2020           | 14      | 911–924                | [ 4 ] |  |
| Загальна кількість: | Загальна кількість: | Загальна кількість: | 14      |                        |       |  |

У Хемніці в 2012 році один празький трамвай Škoda 15T короткочасно тестували 
. 
У 2016 році «Škoda Transportation» виграла тендер перевізника Chemnik CVAG на постачання 14 трамваїв на суму приблизно 950 мільйонів чеських крон. 
Згідно із замовленням сконструйовано тип 35T серії ForCity Classic
.
Згідно з початковим планом, перший трамвай мали поставити влітку 2018 року, а поставки мали завершити влітку 2019 року. 
Однак виникла затримка. 
Перший трамвай був виставлений у вересні 2018 року на ярмарку InnoTrans у Берліні, потім завершили його оснащення на заводі Škoda. Трамвай був доставлений 30 листопада 2018 року в Хемніц і отримав номер рухомого складу 912 
. 
Він проходив випробування з грудня цього року 
, 
інші трамваї були поставлені з квітня 2019 року 
 
25 вересня 2019 року перші два трамваї 35T почали курсувати 
. 
До кінця 2019 року було поставлено 13 із 14 замовлених вагонів 
.